# Taha Muhie-eldin Marouf
Taha Muhie-eldin Marouf, ook  Taha Muhi ad-Din Maaruf (Arabisch: طه محي الدين معرو; Taha Muhī ad-Dīn Maarūf) of Taha Muyiddin Marouf, (Sulaimaniya, 1924 - Amman, 8 augustus 2009) was een Iraaks politicus. 
Marouf was afkomstig uit een vooraanstaande familie in het door de Koerden overheerste noordelijk deel van Irak. In 1968 werd hij lid van de Ba'ath-partij en was diverse malen minister.
Marouf was een etnische Koerd in de Ba'ath-partij van Saddam Hoessein, maar de Koerdische gemeenschap zag zijn benoeming veeleer als een gebaar en geloofde dat hij weinig politieke macht had. Hij was wel ambassadeur in Italië, Malta en Albanië. Hij was vicepresident van Irak van 1975 tot de Amerikaanse inval in 2003. In mei 2003 werd hij gevangengenomen door de Amerikanen.
Marouf was nr. 24 (oorspronkelijk nr. 42) op de Amerikaanse lijst van 50 meest gezochte Irakezen. Hij overleed in augustus 2009 en was toen 85 (of volgens sommige bronnen, 80) jaar.